# Vennebjerg Kirke
Vennebjerg Kirke er en kirke i Vennebjerg Sogn i Hjørring Kommune. Den er bygget øst for af Klangshøj, som hæver sig 69 m over havet. Klangshøj er en gravhøj fra vikingetiden eller en høj, som har været forbundet med religiøs kult i samme periode. Gravhøjen er dateret via C14.

## Kirkens ydre
- Vennebjerg Kirke set udefra
- Vennebjerg Kirke set udefra
- Vennebjerg Kirke set udefra

Kirken minder i størrelse og proportioner om nabokirken Skallerup Kirke. Også Vennebjerg Kirke består af en romansk kerne, skib og kor, med gotiske tilbygninger, tårn, sakristi og våbenhus. 

Tårnets glamhuller er tilmurede, og kirkeklokken fra 1448 er anbragt i en fritstående klokkestabel på kirkegården.

## Kirkens indre
- Kirken indre set mo altertavlen

Det nuværende våbenhus er indrettet i tårnet med indgang fra sydsiden, mens det oprindelige våbenhus har fået sin dør ind til kirkerummet blændet og i dag fungerer som ligkapel.

Kirkerummet har bjælkeloft og er ved en korbue adskilt fra koret.

## Kirkens inventar
- Altertavle
- Prædikestol
- døbefont
- Kirkeskib

På alteret er i dag anbragt et maleri af Svend Engelund, Vandringen på Søen, mens den tidligere altertavle af Axel Hou, Jesu Korsvandring, nu er anbragt i kapellet.

Prædikestolen fra 1623 er udført af snedker Niels Ibsens værksted i Hjørring. Døbefonten er samtidig med den romanske del af kirken. Ved siden af korbuen hænger et krucifiks fra 1400-tallet. Orglet er anbragt på et pulpitur i kirkens vestende.

På korets nordvæg er bevaret en kun delvis læselig runeindskrift. I våbenhuset findes et gravminde i træ fra 1662.

## Eksterne kilder og henvisninger
- Wikimedia Commons har flere filer relateret til Vennebjerg Kirke
- Vennebjerg Kirke hos KortTilKirken.dk